# Grönviken
Grönviken är ett sommarstugeområde på östra sidan av Alnön i Sundsvalls kommun. Från 2015 avgränsar SCB här en småort.
Grönviken består av två områden, i folkmun Grönviken 1 och 2. Sommarstugor har länge prytt strandkanterna men på senare tid har många bosatt sig året runt, och flera nybyggnationer har genomförts.
På Grönviken 1 hittar man en sandstrand.